# Бутырки (Узловский район)
Бутырки — село в Узловском районе Тульской области России.
В рамках административно-территориального устройства является центром Бутырской сельской администрации Узловского района, в рамках организации местного самоуправления входит в Смородинское сельское поселение.

## География
Расположено в 30 км к юго-востоку от железнодорожной станции Узловая I (города Узловая).

## Население
| 2002 | 2010 |
| ---- | ---- |
| 318  | ↘264 |

Население — 264 чел. (2010).